# Струнный квартет № 1 (Чайковский)
Первый струнный квартет D-dur opus 11 П. И. Чайковского написан и инструментован в феврале 1871 года в Москве для исполнения на авторском концерте в Московской консерватории. Квартет впервые был исполнен 16 (28) марта Фердинандом Лаубом и Людвигом Минкусом (скрипки), И. Прянишниковым[уточнить] (альт) и Вильгельмом Фитценхагеном (виолончель). Через год квартет прозвучал в Петербурге, где, по словам композитора, «произвел фурор». Квартет посвящён учёному и педагогу С. А. Рачинскому, первому русскому переводчику трудов Ч. Дарвина.

## Краткая характеристика
Квартет является одним из лучших достижений раннего творчества великого русского композитора. Он сразу стал широко известен и был одним из первых сочинений композитора, зазвучавших в Западной Европе. Вторая часть квартета, в основу которой положена народная песня «Сидел Ваня на диване», при жизни композитора приобрела большую популярность и была одним из самых часто исполняемых музыкальных произведений. Эту песню Чайковский слышал в Каменке летом 1869 года от плотника, уроженца Калужской губернии. В феврале 1888 года композитор обработал эту часть для виолончели и струнного оркестра, тем самым окончательно «узаконив» её бытование как самостоятельного концертного номера.

## Структура
Квартет написан в четырёх частях:
1. Moderato e semplice
2. Andante cantabile
3. Scherzo. Allegro non tanto e con fuoco — Trio
4. Finale. Allegro giusto — Allegro vivace

## Критика
Первый струнный квартет Чайковского был благожелательно встречен критикой. В частности, он произвёл очень большое впечатление на Л. Н. Толстого. Около 13—15 декабря 1876 года Н. Г. Рубинштейн, давний знакомый писателя, специально для него организовал в Московской консерватории музыкальный вечер, на котором прозвучали камерные и вокальные произведения Чайковского, в том числе струнный квартет № 1. Исследователям удалось установить имена некоторых музыкантов, которые приняли участие в концерте: так, квартет исполняли И. В. Гржимали, А. Д. Бродский, Ю. Г. Гербер, В. Ф. Фитценхаген. Впоследствии композитор вспоминал об этом вечере: «Может быть, ни разу в жизни <…> я не был так польщён и тронут в своём авторском самолюбии, как когда Л. Н. Толстой, слушая andante моего 1-го квартета и сидя рядом со мной, — залился слезами».